# Яичников, Дмитрий Николаевич
Дмитрий Николаевич Яичников (9 октября 1971, Новосибирск, СССР) — российский футболист, игрок в мини-футбол. Известен многолетними и результативными выступлениями за новосибирский клуб «Сибиряк». Выступал за сборную России по мини-футболу.

## Биография
Дмитрий является воспитанником новосибирского клуба «Сибэлектротяжмаш». Некоторое время он позанимался и в «Чкаловце», однако в 1992 году получил приглашение от мини-футбольного «Сибиряка» и начал выступления в его составе. С первого же сезона Яичников стал лидером атак новосибирской команды. Наибольшая результативность пришлась на сезоны 1995/96 и 1996/97, когда он становился вторым бомбардиром чемпионата после Константина Ерёменко.
Игра нападающего привлекла внимание тренеров сборной России, и в мае 1996 года Яичников дебютировал в её составе в товарищеском матче против сборной Словении. Тогда же ему удалось отметиться первым голом за сборную. Впоследствии он сыграл ещё в семи товарищеских играх сборной (забив ещё один гол нидерландцам), однако в официальных матчах так и не дебютировал.
Летом 1997 года Яичников вместе с одноклубником Сергеем Панько перешёл в челябинский «Феникс», однако после не самого удачного сезона они вернулись в Новосибирск. Один сезон они провели в Первой лиге, куда «Сибиряк» опустился в отсутствие лидеров, но уже на следующий год вернулись в элиту. Несмотря на скромные результаты команды, Яичников продолжал оставаться одним из лучших бомбардиров страны: в сезоне 1999/00 он в третий раз стал вице-бомбардиром чемпионата, на этот раз пропустив вперёд бразильца Жоржиньо.
В 2001 году «Сибиряк» вновь покинул высший дивизион, и на этот раз уже надолго. Яичников продолжал выступать за новосибирцев во втором дивизионе страны вплоть до расформирования команды в 2006 году. Затем он провёл один сезон в другом новосибирском клубе НЦВСМ, после чего завершил профессиональную карьеру.